# Anson Williams
Anson Williams (nascut Anson William Heimlich; 25 de setembre de 1949) és un actor estatunidenc. És conegut sobretot pel seu paper com a cantant crèdul i benintencionat Warren "Potsie" Weber a la sèrie de televisió Happy Days (1974–1984), un paper pel qual va ser nominat al Globus d'Or al millor actor secundari en sèrie, minisèrie o telefilm.
Des de llavors, Williams s'ha convertit en un destacat director de televisió, treballant en programes com ara Melrose Place (1992–1999), Beverly Hills, 90210 (1990–2000), Sabrina, the Teenage Witch (1996–2003), Lizzie McGuire (2001–2004) i The Secret Life of the American Teenager (2008–2013).

## Primers anys
Williams va néixer com a Anson William Heimlich to a Jewish family. El seu pare, Haskell Heimlich, va canviar legalment l'ortografia del cognom a "Heimlick", a diferència del cosí del pare de Williams, el doctor Henry Heimlich, homònim de la maniobra de Heimlich per tractar víctimes d'asfíxia.

## Carrera
El 1971, Williams va aparèixer al musical original dels Sherman Brothers, Victory Canteen, a l'Ivar Theater de Los Angeles. Aquell any també va aparèixer amb John Amos en un anunci per a McDonald's.
El 1972, Williams va interpretar Potsie Weber en un segment de la sèrie de comèdia-antologia Love, American Style titulada "Love and the Happy Days", que també va presentar Richie Cunningham (Ron Howard), la mare de Richie, Marion (Marion Ross), i altres personatges que apareixien a una sèrie derivada de la sèrie de televisió Happy Days. (Només Williams, Howard i Ross van repetir els seus papers). La primera temporada de la nova sèrie, durant la qual Williams va rebre la segona facturació després de Howard, es va centrar principalment en Richie i Potsie. Finalment, a mesura que el personatge revelació Arthur "Fonzie" Fonzarelli (Henry Winkler) i la mare, el pare i la germana de Richie es van fer més populars, a Potsie es va unir Ralph Malph (Don Most, que només era un personatge secundari a la primera temporada), i Potsie i Ralph es van convertir en inseparables.

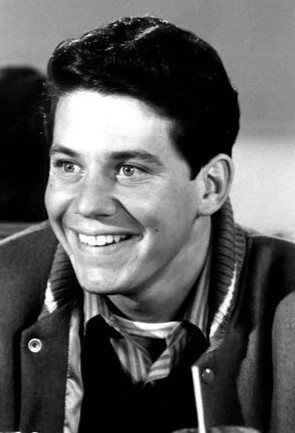
Williams com a Potsie Weber el 1974

A diferència de Howard i Most, Williams va ser un dels pocs que va romandre durant tota la sèrie, tot i que les seves aparicions es van tornar menys freqüents en temporades posteriors. En alguns episodis, Richie, Potsie i Ralph van formar un combo de banda que actuava a Arnold's Drive-In i altres llocs. Com a Potsie, Williams va cantar la veu principal del grup. La primera esposa de Williams, Lorrie Mahaffey, va interpretar la xicota de Potsie, Jennifer, en temporades posteriors.
El 1977, durant la seva etapa a "Happy Days", Williams va gravar i publicar un senzill, "Deeply", que va arribar al número 93 de la llista Hot 100.
Després de "Happy Days", Williams va començar una carrera molt més prolífica com a director i productor de televisió. Va ser productor de la telepel·lícula de 1980 "Skyward", dirigida pel seu coprotagonista de "Happy Days" Ron Howard i protagonitzada per la icona de la pantalla Bette Davis]. Williams va dirigir diversos programes curts per a adolescents, incloent-hi els after school specials "No Greater Gift" (1985) i "The Drug Knot" (1986), i el telefilm Lone Star Kid (1986). Ha dirigit molts episodis per a diverses sèries de televisió, com ara The Pretender, Beverly Hills, 90210, Melrose Place, seaQuest 2032, Star Trek: Deep Space Nine, Star Trek: Voyager, Xena: Warrior Princess, Hercules: The Legendary Journeys, The Secret Life of the American Teenager, Sabrina, the Teenage Witch i Charmed. També va dirigir diversos episodis de la sèrie de televisió 7th Heaven.
Malgrat el seu èxit com a director i productor, Williams ha tornat ocasionalment a la seva feina a Happy Days de manera retrospectiva. Es va interpretar a si mateix en un episodi de 1996 de la temàtica de "Happy Days" "Boy Meets World" (que també va incloure antics companys de repartiment Tom Bosley i Pat Morita). Mentre dirigia un episodi de 2003 de "Sabrina the Teenage Witch" titulat "Sabrina in Wonderland", va aparèixer com a Potsie en una seqüència de fantasia. També es va unir als seus companys de repartiment de "Happy Days" per a dos especials de reunió: "The Happy Days Reunion Special" (1992) i "Happy Days: 30th Anniversary Reunion" (2005). 
Inicialment, Williams es va oposar a les imatges de Potsie apareixent al videoclip de Weezer de 1994 per a "Buddy Holly", que està ambientat al Drive-In d'Arnold de Happy Days, però més tard va cedir.
Williams també és un empresari. El 1987, ell i el seu company de repartiment de Happy Days Al Molinaro van obrir una cadena de restaurants anomenada Big Al's; tanmateix, el negoci va durar poc temps. Va fundar Starmaker Products, una empresa de cosmètics, i va ser un dels ponents destacats a la National Trademark Expo de l'Oficina de Patents i Marques dels Estats Units el 2008, on va parlar de la importància de les marques registrades per a les petites empreses i va signar autògrafs per als fans de "Happy Days". Williams és l'autor de "Singing to a Bulldog: From Happy Days to Hollywood Director, and the Unlikely Mentor Who Got Me There".
A partir de juliol de 2023, Williams i la seva dona, la memorialista Sharon MaHarry, que s'havia casat al maig, estaven col·laborant en una obra teatral unipersonal basada en el seu llibre, Crazy Mama: A Memoir of Love and Madness, que representa un personatge que creix amb una mare que ha lluitat contra una malaltia mental, que va guanyar el Southwest Writers Competition 2014 i el Santa Barbara Writers Conference Fiction Award.

## Vida personal
La primera esposa de Williams va ser Lorrie Mahaffey, a qui va conèixer al rodatge de Happy Days. Es van divorciar el 1986 i van tenir una filla. Williams havia estat casat amb Jackie Gerkin. Va sol·licitar el divorci el 2019, però més tard va presentar una moció per desestimar la sol·licitud anterior a l'octubre d'aquell any. Després va tornar a presentar la sol·licitud el 2020. Tenen quatre fills.
Cap al 2010, Williams va conèixer la memorialista i agent immobiliària Sharon MaHarry, quan ella li va vendre la seva casa a Ojai, Califòrnia. Williams també la va ajudar a recuperar la capacitat de caminar mentre es recuperava d'una greu lesió a l'esquena i mentre plorava la pèrdua del seu marit durant 35 anys a causa del càncer. Posteriorment van començar una relació, que Williams va caracteritzar dient: "els primers mesos de la relació van ser curatius". MaHarry va comentar que la relació "primer va curar un cos i després un cor". Finalment es van mudar a una casa a Ojai, Califòrnia. El 6 de maig de 2023, la parella es va casar al seu pati del darrere en el que van anomenar una cerimònia "molt poc tradicional". El coprotagonista de Williams a "Happy Days", Don Most, va fer de padrí. En comentar sobre casar-se als 73 anys, Williams va dir: "A aquesta edat, poder trobar aquest tipus de connexió completa per primera vegada, i el que això significa, és un miracle. Canviaria la meva fama, la meva notorietat, tota aquella mortadella per la Sharon en un minut. No hi ha límit d'edat per ser estimat. No hi ha límit d'edat per viure la vida plenament".
A Williams li van diagnosticar càncer de còlon el desembre de 2016 i es va sotmetre a dues cirurgies. Va passar tres setmanes a l'hospital, però es va recuperar completament.

### Política
El 7 de juliol de 2022, Williams va anunciar que es presentaria a l'alcaldia d'Ojai. Va perdre contra l'alcaldessa titular, Betsey Stix, per 42 vots, amb Williams rebent 1.781 vots davant els 1.823 de Stix.

### Qüestions legals
El 19 d'abril de 2011, Williams i quatre dels seus coprotagonistes de "Happy Days", Erin Moran, Don Most, Marion Ross, i l'herència de Tom Bosley, que va morir el 2010, van presentar una demanda per incompliment de contracte de 10 milions de dòlars contra la CBS, propietària del programa, al·legant que no havien rebut els ingressos de marxandatge deguts en virtut dels seus contractes. Els membres del repartiment van afirmar que no havien rebut ingressos d'articles relacionats amb el programa, inclosos còmics, samarretes, àlbums de retalls, cromos col·leccionables, jocs, carmanyoles, nines, cotxes de joguina, imants, targetes de felicitació i DVD, on les seves imatges apareixien a les cobertes de les caixes. Segons els seus contractes, se suposava que se'ls pagava el 5% dels ingressos nets del marxandatge si s'utilitzaven les seves imatges individuals, i la meitat d'aquesta quantitat si formaven part d'un grup. La CBS va dir que devia als actors 8.500 i 9.000 dòlars cadascun, la majoria dels quals provinents dels ingressos de les màquines escurabutxaques, però el grup va dir que se'ls devien milions. La demanda es va iniciar després que un amic que jugava a les escurabutxaques d'un casino informés a Ross d'una màquina "Happy Days" en què els jugadors guanyen el premi gros quan es treuen cinc Marion Rosse.
L'octubre de 2011, un jutge va rebutjar la denúncia de frau del grup. El 5 de juny de 2012, un jutge va denegar una moció presentada per la CBS per desestimar el cas, cosa que significava que aniria a judici el 17 de juliol si les parts no arribaven a un acord abans d'aleshores. El juliol de 2012, els actors van arribar a un acord amb la CBS. Cadascun va rebre un pagament de 65.000 dòlars i una promesa de la CBS de continuar complint els termes dels seus contractes. Williams va dir: "Estic molt satisfet amb l'acord. I això és tot el que puc dir".

## Filmografia

### Actor
| Any       | Títol                                | Paper                 | Notes                                                              |
| --------- | ------------------------------------ | --------------------- | ------------------------------------------------------------------ |
| 1971      | Owen Marshall, Counselor at Law      | Steve Baggot          | Episodi: "Eulogy for a Wide Receiver"                              |
| 1972      | Love, American Style                 | Potsie Weber          | Episodi: "Love and the Happy Days" (pilot de Happy Days)           |
| 1972      | The Paul Lynde Show                  | Jimmy                 | Episodi: "Whiz Kid Sizzles as Quiz Fizzles"                        |
| 1973      | Bridget Loves Bernie                 | Jove                  | Episodi: "Life Begins at 65"                                       |
| 1973      | Marcus Welby, M.D.                   |                       | Episodi: "The Panic Path"                                          |
| 1973      | Lisa, Bright and Dark                | Brian Morris          | Telefilm                                                           |
| 1974–1984 | Happy Days                           | Potsie Weber          | Repartiment principal (219 episodis)                               |
| 1976      | Laverne & Shirley                    | Potsie Weber          | Episodi: "Excuse Me, May I Cut In?"                                |
| 1977      | The Love Boat                        | Sean McGlynn          | Episodi: "The Old Man and the Runaway/The Painters/A Fine Romance" |
| 1978      | The Hanna-Barbera Happy Hour         | Ell mateix (convidat) | Episodi #1.2                                                       |
| 1978      | Greatest Heroes of the Bible         | Nabar                 | Episodi: "The Ten Commandments"                                    |
| 1983      | Fantasy Island                       | Dan O'Dwyer           | Episodi: "The Songwriter/Queen of the Soaps"                       |
| 1984      | I Married a Centerfold               | Nick Bellows          | Telefilm                                                           |
| 1992      | The Happy Days Reunion Special       | Ell mateix            | Especial de televisió                                              |
| 1995      | Fudge                                | Cambrer               | Episodi: "No Exit"                                                 |
| 1996      | Boy Meets World                      | Ell mateix            | Episodi: "I Was a Teenage Spy"                                     |
| 2000      | Baywatch                             | Conseller McKenna     | Episodis: "Soul Survivor", "Dream Girl"                            |
| 2002      | Son of the Beach                     | Warden Jack Beatty    | Episodi: "Jailhouse Notch: Part 2"                                 |
| 2003      | Sabrina, the Teenage Witch           | Potsie Weber          | Episodi: "Sabrina in Wonderland"                                   |
| 2005      | Happy Days: 30th Anniversary Reunion | Ell mateix            | Especial de televisió                                              |
| 2016      | The Odd Couple                       | Clayton               | Episodi: "Taffy Days"                                              |

### Director
| Any       | Títol                                                | Notes                                                                              |
| --------- | ---------------------------------------------------- | ---------------------------------------------------------------------------------- |
| 1985      | ABC Afterschool Special                              | Episodi: "No Greater Gift"                                                         |
| 1986      | WonderWorks                                          | Episodi: "Lone Star Kid"                                                           |
| 1986      | CBS Schoolbreak Special                              | Episodi: "The Drug Knot"                                                           |
| 1987      | L.A. Law                                             | Episodi: "Brackman Vasektimized"                                                   |
| 1987–1988 | Hooperman                                            | Episodis: "Baby Talk", "Blaste from the Past", "In Search of Bijoux"               |
| 1988      | Just the Ten of Us                                   | Episodi: "The Merry Mix-Up"                                                        |
| 1989      | Your Mother Wears Combat Boots                       | Telefilm                                                                           |
| 1989      | Dream Date                                           | Telefilm                                                                           |
| 1989      | Little White Lies                                    | Telefilm                                                                           |
| 1990      | Glory Days                                           | Episodis: "Blastin' Away the Blues", "Tammy Tell Me True"                          |
| 1990      | A Quiet Little Neighborhood, a Perfect Little Murder | Telefilm                                                                           |
| 1991      | All-American Murder                                  | Direct-to-video                                                                    |
| 1993–1994 | Diagnosis: Murder                                    | 4 episodis                                                                         |
| 1994      | Heaven Help Us                                       | Episodi: "The Wall"                                                                |
| 1994–1995 | Robin's Hoods                                        | Episodis: "To Heir is Human", "Deja Vu"                                            |
| 1995      | Live Shot                                            | 4 episodis                                                                         |
| 1995      | Fudge                                                | 7 episodis                                                                         |
| 1995–1996 | seaQuest 2032                                        | 7 episodis                                                                         |
| 1996      | The Cape                                             | Episodis: "The Need to Know", "Reggie's Wild Ride"                                 |
| 1996      | Xena: Warrior Princess                               | Episodi: "Remember Nothing"                                                        |
| 1996      | Hercules: The Legendary Journeys                     | Episodis: "King for a Day", "Mummy Dearest"                                        |
| 1996–1999 | Melrose Place                                        | 9 episodis                                                                         |
| 1996–2000 | Beverly Hills, 90210                                 | 9 episodis                                                                         |
| 1997      | The Pretender                                        | Episodi: "The Better Part of Valor"                                                |
| 1997      | Clueless                                             | Episodi: "Sharing Cher"                                                            |
| 1997–1998 | Star Trek: Deep Space Nine                           | Episodis: "Statistical Probabilities", "It's Only a Paper Moon"                    |
| 1997–1999 | Star Trek: Voyager                                   | 4 episodis                                                                         |
| 1998      | Love Boat: The Next Wave                             | Episodis: "How Long Has Thing Been Going On?", "Reunion"                           |
| 1998–1999 | 7th Heaven                                           | Episodis: "Cutters", "Come Drive with Me"                                          |
| 1999      | Cousin Skeeter                                       | Episodis: "The Not-So-Great Outdoors", "The Volcano"                               |
| 1999      | The Net                                              | Episodi: "Chem Club"                                                               |
| 1999–2000 | Profiler                                             | Episodis: "Infidelity", "Mea Culpa"                                                |
| 1999–2003 | Sabrina the Teenage Witch                            | 10 episodis                                                                        |
| 2000–2001 | Baywatch                                             | 6 episodis                                                                         |
| 2000–2001 | Charmed                                              | Episodis: "Awakened", "All Halliwell's Eve", "The Demon Who Came in from the Cold" |
| 2001      | Titans                                               | Episodi: "She Stoops to Conquer"                                                   |
| 2001–2002 | The Nightmare Room                                   | Episodis: "Scareful What You Wish For", "My Name is Evil"                          |
| 2001–2003 | Lizzie McGuire                                       | 7 episodis                                                                         |
| 2002      | Body & Soul                                          | Episodi: "Running Home"                                                            |
| 2006      | Sons & Daughters                                     | Episodi: "Surprise Party"                                                          |
| 2008–2013 | The Secret Life of the American Teenager             | 31 episodis                                                                        |

## Premis i nominacions
| Any  | Associació         | Categoria                                                            | Treball nominat                    | Resultat |
| ---- | ------------------ | -------------------------------------------------------------------- | ---------------------------------- | -------- |
| 1983 | Premis Globus d'Or | Globus d'Or al millor actor secundari en sèrie, minisèrie o telefilm | Warren "Potsie" Weber a Happy Days | Nominat  |